# Contagion émotionnelle
La contagion émotionnelle ou contagion affective est le transfert des émotions d'une personne émettrice vers une personne réceptrice. Elle doit être distinguée de la sympathie et de l'empathie.
Différents facteurs influent sur l'intensité de celle-ci, dont principalement :
- l'intensité avec laquelle les émotions sont exprimées ;
- l'attention et l'importance accordés par le récepteur.

Considérons par exemple deux meilleures amies qui discutent. L'une est triste à cause d'un problème de famille. La deuxième, selon l'importance qu'elle accorde à l'émetteur, se met à sa place et donc ressent sa tristesse et sa mélancolie. 
Et ce pendant une certaine durée. Certains restent dans cet état jusqu'à leur soulagement en ce qui concerne les émotions du récepteur (c'est-à-dire quand ils seront sûrs que l'émetteur n'est plus triste). C'est à ce moment-là qu'ils arrêteront de "se mettre à la place" de leur interlocuteur.
A noter que ce syndrome peut atteindre les personnes extrêmement sensibles, lesquels donnent une grande importance aux autres et à leurs sentiments.
L’assertion de Hoffman (1984) apparaît un peu plus justifiée. En effet, depuis l’apparition relativement récente (fin XIXe) de la notion d’empathie, les travaux qui lui ont été consacrés ont régulièrement signalé qu’elle pouvait avoir de nombreuses et très diverses significations. De fait, l’empathie peut encore signifier actuellement :
- une simple contagion émotionnelle,
- une capacité cognitive à se représenter, comprendre les émotions des autres,
- une capacité cognitive à se représenter l’ensemble des états mentaux de l’autre,
- une capacité à l’écoute,
- le fait de réagir à la souffrance de l’autre[2].